# Nichole Sakura
Nichole Sakura (tidigare Nichole Bloom), född 15 december 1989 i Kalifornien, är en amerikansk skådespelare.
Sakura har bland annat medverkat i TV-serien Superstore. Hon har även medverkat i filmerna Project X – Hemmafesten och Please Don't Destroy: The Treasure of Foggy Mountain.

## Filmografi (i urval)
- 2012 – Project X – Hemmafesten
- 2015–2021 – Superstore (TV-serie)
- 2023 – Please Don't Destroy: The Treasure of Foggy Mountain